# Burg Regis
Die Burg Regis ist eine abgegangene Niederungsburg in der Pleißenaue östlich des Ortes im Gelände des alten Friedhofteiles bei der Stadt Regis-Breitingen im Landkreis Leipzig in Sachsen.

## Geschichte
Im Jahre 929 nannte Robert Wolfram in seiner Ergänzung zur Chronik der Stadt Borna die Burg Regis. Regis lag zu der Zeit im Gau Plisni. Um 1100 wurde Regis eine der „vornehmsten Städte im Gau Plisni“ neben Altenburg, Zwickau, Leisnig, Colditz u. a. genannt. 1186 trat ein „Albertus de Riguz“ – Albert von Regis – in einer Urkunde des Bischofs Berthold II. als Zeuge auf. Auch im Heimatbuch „Das Altenburger Land“ wird in diesem Jahr Regis erstmals als Riguz erwähnt. 1208 wurde das Pleißner Land vom Hofgericht Altenburg verwaltet. Es erfasste auch Regis, wo die Sorben die Burg erbaut hatten. In der Bulle des Papstes Gregor IX. von 1228 wurde ein „castrum et oppidum Riguz“, also Burg und Ort Regis genannt. 
Bei dem Abschluss des Waffenstillstandes nach der Schlacht bei Lucka im Jahre 1307 soll sich der römisch-deutsche König Albrecht von Habsburg angeblich auf der Burg Regis aufgehalten haben. 
Von der 1382 zerstörten Burganlage ist nichts erhalten.